# 上关镇 (关岭县)
上关镇，是中华人民共和国贵州省安顺市关岭布依族苗族自治县下辖的一个乡镇级行政单位。

## 行政区划
上关镇下辖以下地区：
上关社区、场坝村、红星村、向阳村、坡麻村、新店村、宜所村、三合村、下关村、冬足村、花园村、下岩村、落哨村、坝坎村和乐安村。